# Waleri Jemeljanow
Waleri Jemeljanow (russisch Валерий Емельянов) ist ein ehemaliger sowjetischer Skispringer.

## Werdegang
Sein internationales Debüt feierte Jemeljanow bei der Vierschanzentournee 1966/67. Dabei sprang er auf der Schattenbergschanze in Oberstdorf überraschend auf Rang sieben. Beim Neujahrsspringen auf der Großen Olympiaschanze in Garmisch-Partenkirchen erreichte er den sechsten Platz und damit das beste Einzelresultat seiner Karriere. Nach einem 12. Platz auf der Bergiselschanze in Innsbruck und dem 31. Platz auf der Paul-Außerleitner-Schanze in Bischofshofen beendete Jemeljanow die Tournee auf dem 12. Platz der Gesamtwertung.

## Erfolge

### Vierschanzentournee-Platzierungen
| Saison  | Platz | Punkte |
| ------- | ----- | ------ |
| 1966/67 | 12.   | 798,1  |